# Kościół Marcina i Katarzyny Luter w Zawadzkiem
Kościół ewangelicko-augsburski Marcina i Katarzyny Luter – luterański kościół filialny w Zawadzkiem, należący do parafii Ewangelicko-Augsburskiej w Lasowicach Wielkich.

## Historia
Świątynia została wzniesiona w 1894 roku przez pastora Szewskiego. Poświęcono ją w dniu 20 września 1894 roku w obecności księcia Stollberga oraz superintendenta z Opola ks. P. Erdmana. Na wieży umieszczone zostały dzwony ufundowane przez pana Kuncego, naczelnika policji. 
W 1929 w przedsionku kościoła została umieszczona tablica upamiętniająca 19 ofiar i zaginionych w wyniku I wojny światowej.
Po II wojnie światowej budynek przejął kościół rzymskokatolicki, w latach 1948-1955 w świątyni odprawiane były  msze dla młodzieży szkolnej prowadzone przez ks. Józefa Dziurzyckiego, prefekta i katechetę z gimnazjum. Później świątynia wróciła do ewangelików. Budowla została następnie wyremontowana.
Kościół pozostaje pod opieką rodziny Witoszków. Regularnie odprawiane są tu nabożeństwa, którym przewodniczy ks. Ryszard Pieron, proboszcz parafii Ewangelicko-Augsburskiej w Lasowicach Wielkich.
20 października 2019 podczas nabożeństwa z udziałem biskupa Jerzego Samca kościołowi nadane zostało imię Marcina i Katarzyny Luter.
Budowla figuruje w wykazie obiektów objętych ewidencją zabytków Gminy Zawadzkie